# OVERTONE (宇都宮隆のアルバム)
『OVERTONE』（オーヴァートーン）は、宇都宮隆が2004年11月3日にR and Cからリリースした初のミニ・アルバム。

## 解説
本作のキャッチフレーズは「歌詞にも音符にもならない声の響き＝OVERTONE」となっている。
前作と本作の間にシングルのリリースが一切無かったため、収録曲全てが新曲となっている。
作曲陣に原田真二らを迎え入れた。原田の提供曲は翌年の原田のアルバム『Harmoney -僕らのハーモニー-』にセルフカバーが収録された。
現在は廃盤となっている。

## 収録曲
| #         | タイトル                   | 作詞      | 作曲      | 編曲      | 時間  |
| --------- | -------------------------- | --------- | --------- | --------- | ----- |
| 1.        | 「SET ME FREE」            | 原田真二  | 原田真二  | 原田真二  | 4:23  |
| 2.        | 「Tango」                  | 原田真二  | 原田真二  | 原田真二  | 3:56  |
| 3.        | 「The Long Night Is Over」 | 市川喜康  | 市川喜康  | 溝口和彦  | 4:23  |
| 4.        | 「Hello good day」         | 原田真二  | 原田真二  | 原田真二  | 4:43  |
| 5.        | 「君のヒカリ」             | 山本成美  | 真崎修    | 真崎修    | 4:30  |
| 6.        | 「COLOR OF HEART」         | 高戸昭    | 真崎修    | 真崎修    | 4:43  |
| 合計時間: | 合計時間:                  | 合計時間: | 合計時間: | 合計時間: | 26:38 |